# Carl Valentin (político)
Carl Valentin Lehrmann (nascido em 11 de março de 1992, em Odense) é um político dinamarquês, membro do Folketing pelo Partido Popular Socialista. Ele foi eleito para o parlamento nas eleições legislativas dinamarquesas de 2019.

## Carreira política
De 25 de outubro de 2017 a 10 de novembro de 2017 Valentin foi membro suplente do Folketing, em substituição de Karsten Hønge. Foi eleito parlamentar por mandato próprio na eleição de 2019, onde obteve 2.074 votos pelos socialistas.